# Yoimachigusa
Pour plus de détails, voir Fiche technique et Distribution.
Yoimachigusa (宵待草) (littéralement « l'onagre ») est un film japonais réalisé par Tatsumi Kumashiro, sorti en 1974.

## Synopsis
Ère Taishō, époque de turbulences pour le Japon, entre les nouveaux signes de "modernité" et les émeutes, la révolution est dans l'air. Le film suit le parcours d'un groupe anarchiste, entre vols, kidnapping et braquages, organisé autour d'un leader benshi, forcément habile en paroles... 

## Fiche technique
- Titre : Yoimachigusa
- Titre original : Modèle:Lang ja
- Titre anglais : Evening Primrose
- Réalisation : Tatsumi Kumashiro
- Scénario : Kazuhiko Hasegawa
- Directeur de la photographie : Shinsaku Himeda (de)
- Producteur : Yutaka Okada
- Musique originale : Haruomi Hosono
- Montage : Akira Suzuki
- Décors : Yoshinaga Yoko'o
- Assistant-réalisateur : Kōji Kamoda
- Société de production : Nikkatsu
- Pays d'origine :  Japon
- Langue originale : japonais
- Genre : drame
- Durée : 96 minutes[1]
- Date de sortie :
  - Japon : 28 décembre 1974[1]

## Distribution
- Yōko Takahashi : Shino Hokujoji
- Kenji Takaoka : Kunihiko Tanigawa
- Isao Natsuyagi : Genji Hirata
- Yoshirō Aoki : Daijiro Kuroki
- Tsugiaki Yoshida : Yamaguchi
- Meika Seri : Oshin
- Noboru Nakaya : Takehiko Tanigawa
- Michiko Tsukasa : Miyoko Tanigawa
- Jun Hamamura : Hokujoji
- Gō Awazu : le frère de Genji
- Naomi Oka : la femme du jeune frère de Genji
- Taiji Tonoyama : le père de Genji
- Chieko Harada
- Eimei Esumi
- Shin'ichi Ogishima

## Autour du film
- Le film présenté au cinéma par un benshi est Kunisada Chūji (国定忠次?, 1925) de Shōzō Makino avec Shōjirō Sawada (ja).
- Le titre fait allusion à une chanson Yoi machi gusa, chantée à plusieurs reprises dans le film, elle-même issue d'un célèbre poème de Yumeji Takehisa. C'est aussi à l'origine une fleur, l'onagre ou belle de nuit.
- Une autre des nombreuses chansons reprises dans le film s'intitule Sendō kouta (船頭小唄?, litt. « Chanson du batelier »), plus connue sous le nom de Karesusuki (枯れすすき?, litt. « Herbe de susuki flétrie »).